# Notacanthella tianmushanensis
Notacanthella tianmushanensis is een haft uit de familie Ephemerellidae. De wetenschappelijke naam van de soort is voor het eerst geldig gepubliceerd in 1980 door Xu, You & Su.
De soort komt voor in het Oriëntaals gebied.